# 約瑟夫·希爾特賴特爾
約瑟夫·希爾特賴特爾（Josef Hirtreiter，1909年2月1日—1978年11月27日）是一名納粹德國黨衛軍工作人員，也是一名大屠殺實施者，曾在波蘭大屠殺的萊茵哈德行動在特雷布林卡滅絕營工作。1946年7月，希爾特賴特被美國軍事佔領當局逮捕，並承認在特雷布林卡滅絕營工作。1951年，希爾特雷特因殺害10人（其中大部分是一、兩歲的兒童）被判處終身監禁。他於1977年出獄，幾個月後在法蘭克福的一家養老院去世。